# Fehérgyarmat
Fehérgyarmat – miasto powiatowe w komitacie Szabolcs-Szatmár-Bereg w północno-wschodnich Węgrzech. 

## Położenie
Fehérgyarmat leży w krainie Erdöhát na Równinie Satmarsko-Berehowskiej. Stanowi lokalny węzeł komunikacyjny. Przez miasto przebiega droga nr 491 z Mátészalka do przejścia granicznego Tiszabecs - Wyłok na granicy z Ukrainą, od której odbijają lokalne drogi do Beregsurány, Csengersima i do Vásárosnamény. Przez Fehérgyarmat biegnie również lokalna linia kolejowa z Mátészalka do Zajta na granicy z Rumunią.

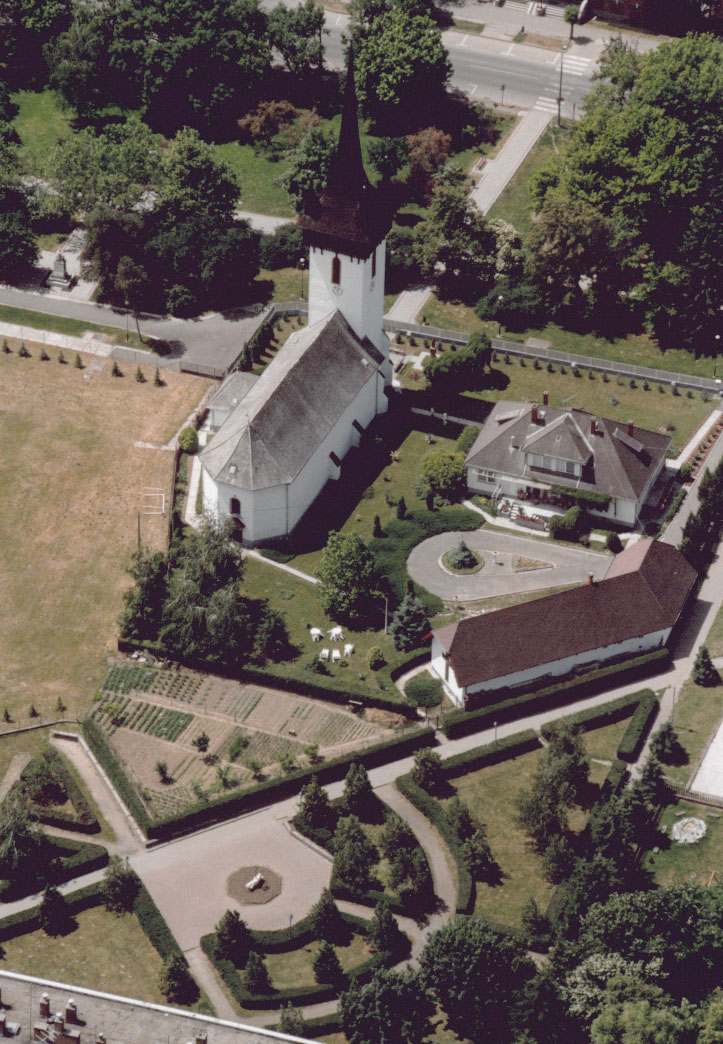
XV-wieczny kościół w Fehérgyarmat

## Historia
Powstanie Fehérgyarmat datowane jest na początek X wieku i jest związane z zajęciem przez Madziarów Kotliny Panońskiej. Pierwsza pisemna wzmianka o Fehérgyarmat pochodzi z roku 1334. Miasto wchodziło w skład dóbr rodziny Báthory, z której wywodził się późniejszy król Polski Stefan Batory - fundator dzwonnicy w kościele z przełomu XIV i XV wieku Kościół ten stanowi najstarszy zabytek miasta.

## Powodzie
Wielka powódź na Cisie w roku 1970 znacznie uszkodziła miasto. Odbudowa po powodzi zakończyła się w roku 1979 i zbiegła się z nadaniem praw miejskich.

## Miasta partnerskie
- Kamenný Most
- Livada Mică
- Nisko
- Skydra
- Wynohradiw